# Jardin des ifs
Le jardin des ifs est un jardin privé ouvert à la visite, situé sur le territoire de la commune de Gerberoy, dans le département de l'Oise, dans la région des Hauts-de-France. C’est également un restaurant de bistronomie de campagne ouvert de mai à fin septembre.

## Historique
Depuis le XVIe siècle jusqu'à la Révolution, « Le Vidamé » fut la résidence de prédilection d'une succession de hauts magistrats nommés par les évêques de Beauvais pour administrer leur fief composé d’une multitude de villages alentour.
En 1592, Henri IV y fut l'hôte de Michel de Briqueville, gouverneur général du Vidamé de Gerberoy. *
Logé au bout de l'impasse du Vidamé, le Jardin des ifs est construit en terrasse, largement ouvert sur l'horizon, symétrique et orné de topiaires, le jardin est caractéristique du style classique prôné par Olivier de Serres (1539-1619) - très estimé d'Henri IV pour son Théâtre de l'agriculture et mesnage des champs -, qui fut le précurseur d'André Le Nôtre (1613-1700), jardinier de Louis XIV.
Le Jardin des ifs a obtenu le prix EBTS France (European Boxwood and Topiary Society) « Topiaire 2018 ».
Le autres prix glanés : prix de l’Art topiaire, étoile au guide Vert Michelin, prix European Boxwood and Topiary Society « Topiaire » 2018.

## Description

### Les ifs
Composé d’ifs et de buis taillés, certains dépassant 12 m de hauteur ce jardin multicentenaire est probablement antérieur à la maison actuelle qui date du début du XVIIIe siècle.
Vert toute l’année, le jardin se caractérise par son décor d’ifs géants qui possèdent des formes variées. Ils composent le mobilier symétriquement disposé d’un « salon de verdure » pour la conversation et la réflexion parmi les fleurs, comme des viburnum tinus,

### Roseraie
Une partie du jardin cultive des rosiers tels que « château de Bertangles », « Covent Garden », « Jules Verne », « Christopher Marlowe », ainsi que des hydrangeas variés « Limelight », « Magical Jade », « White Dazzler ».

### Potager
Il est complété par un potager en permaculture ou l'on cultive sur des buttes surélevées dites en lasagne. Le potager est composé (entre autres) d'asperges, de topinambours, de rattes, de salades et moutardes, ainsi qu'une dizaine de variété de tomates anciennes, choux, cassis, framboises, fraises, mures, groseilles, kiwis, raisins ainsi qu'une grande variété d'herbes aromatiques.